# マリエッタ・シャギニャン

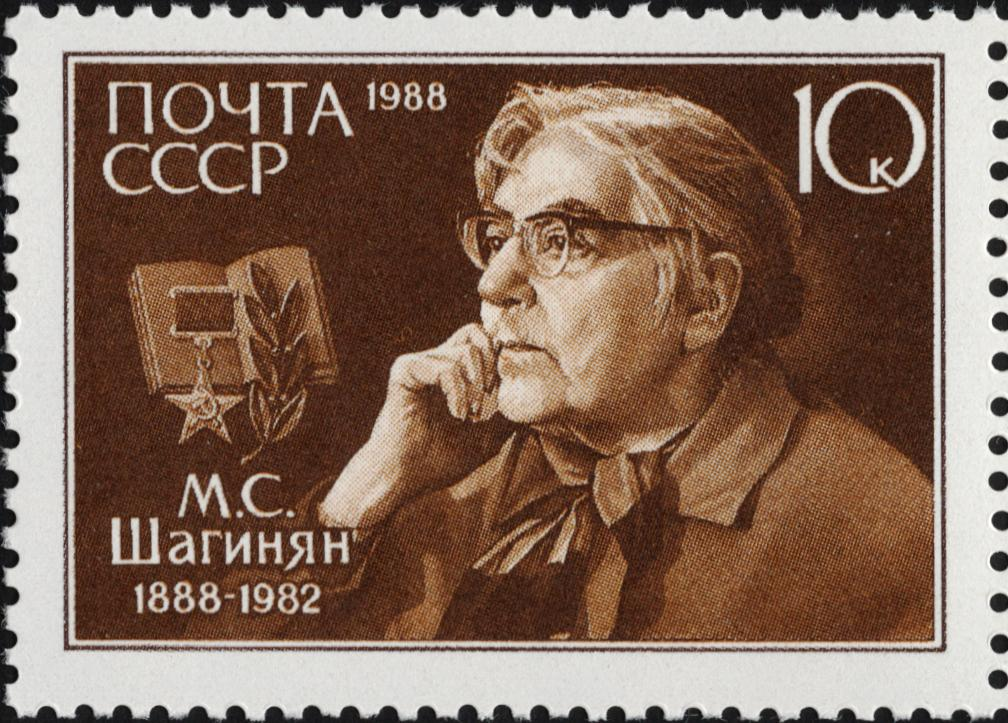
マリエッタ・シャギニャン

マリエッタ・セルギェエヴナ・シャギニャーン（Мариэтта Сергеевна Шагинян; Marietta Sergeevna Shaginyan, 1888年4月2日 モスクワ - 1982年3月20日 同地）はソビエト連邦の作家・劇作家・社会運動家。哲学的・社会的見地から執筆活動を行い、対外的にも突出した共産主義者の女性文学者であった。
アルメニア系の医師の家庭に生まれる。1909年に最初の詩集が出版されるほどの早熟な文学少女であった。1912年にペテルブルクに上京、ディミトリー・メレシュコフスキーとジナイーダ・ギッピウスの知遇を得て、ロシア象徴主義文学の洗礼を受けた。この時期の作品に、詩集『東方讃歌（Orientallia）』がある。1914年にワイマールを訪問した後、1915年からロストフ・ナ・ドヌで美学や芸術史の教師を務めた。
ロシア革命後は、推理小説やミステリー、サスペンス、冒険小説を手懸けるようになり、SF小説であり「赤いピンカートン主義」を実践したイデオロギー的な探偵小説である『メス・メンド、またはペトログラードのヤンキー（"Месс-Мэнд"）』（1922年～1925年）や、プロレタリア小説『3つの織機』（1929年）と『水の中（Гидроцентраль）』（1930年～1931年）といった代表作のほか、事典の記事や回想録も遺している。レーニンの言行録に関する小説によって1972年にレーニン賞を授与された。このほかに、『レーニン家の人びと』や『評伝ゲーテ』といった伝記的な著作も遺した。
1910年代に作曲家のセルゲイ・ラフマニノフに「Re」という偽名でファンレターを送ったことがきっかけとなり、両者の間で文通が交わされた。ラフマニノフの歌曲集のうち、作品34と作品38は、いずれもシャギニャーンがラフマニノフのために選んだ詩に付けられた。また、映画『ラフマニノフ ある愛の調べ』に登場するマリアンナは、シャギニャーンがモデルとされている。
小惑星2144番は、1975年にソ連の天文学者リュドミラ・チェルヌイフにより発見され、シャギニャーンの栄誉を讃えて「マリエッタ」と名付けられた。

## 註
1. ↑  MIA: Encyclopedia of Marxism. “Shaginyan, Marietta (1888-1982)” (English).   MIA: Encyclopedia of Marxism. 2008年6月15日閲覧。
2. ↑  Schmadel, Lutz D. (2003). Dictionary of Minor Planet Names (5th ed.). New York: Springer Verlag. pp. p. 174. ISBN 3540002383